# Saison 8 de Secret Story
Pour un article plus général, voir Secret Story.
 (juin 2025).
La huitième saison de Secret Story, est une émission française de téléréalité, diffusée sur TF1 du 18 juillet 2014 au 26 septembre 2014. Ce fut la dernière édition entièrement diffusé sur TF1 avant son retour en 2024.

## Principe
Le principe est similaire à celui de l'émission de téléréalité Loft Story,. Les candidats sont enfermés dans une maison appelée « la maison des secrets » pendant . Des caméras sont installées dans toutes les pièces de la maison hormis les toilettes. Ils possèdent tous une cagnotte personnelle et un secret qu'ils doivent garder à tout prix. Le but du jeu étant de trouver le secret des autres candidats. Une « Voix » accompagne les participants avec des missions en mettant de l'argent en jeu ou des sanctions. Chaque semaine, les téléspectateurs votent afin d'éliminer un candidat. Le gagnant remporte la somme de 100 000 euros.

## Candidats
| Candidats | Secret                                                                                       |
| --------- | -------------------------------------------------------------------------------------------- |
| Leïla     | Nous sommes les imposteurs Secret partagé avec Aymeric, Sara et Stéfan                       |
| Jessica   | Nous nous sommes unis à Las Vegas pour participer à Secret Story Secret partagé avec Steph   |
| Vivian    | Ma compagne a le double de mon âge Secret partagé avec Nathalie                              |
| Nathalie  | Mon compagnon a la moitié de mon âge Secret partagé avec Vivian                              |
| Julie     | Je suis hypermnésique                                                                        |
| Aymeric   | Nous sommes les imposteurs Secret partagé avec Leïla, Sara et Stéfan                         |
| Sara      | Nous sommes les imposteurs Secret partagé avec Leïla, Aymeric et Stéfan                      |
| Steph     | Nous nous sommes unis à Las Vegas pour participer à Secret Story Secret partagé avec Jessica |
| Sacha     | J'ai été porté disparu pendant plus d'un an                                                  |
| Stéfan    | Nous sommes les imposteurs Secret partagé avec Leïla, Aymeric et Sara                        |
| Geoffrey  | Je suis le complice des internautes                                                          |
| Élodie    | Je suis née sous X                                                                           |
| Joanna    | J’ai vécu une histoire d’amour avec Michael Jackson                                          |
| Iliesse   | Je suis ailurophobe                                                                          |
| Abdel     | L'histoire de ma vie a fait près de 20 millions d'entrées au box-office                      |